# Paranataelia palmaria
Paranataelia palmaria là một loài bướm đêm trong họ Noctuidae.